# Cầu lông tại Đại hội Thể thao Đông Nam Á 2015 - Đồng đội nữ
Giải đấu cầu lông đội nữ tại Đại hội Thể thao Đông Nam Á 2015 ở Singapore được tổ chức từ 10 đến 12 tháng 6 tại Sân vận động trong nhà Singapore.

## Lịch thi đấu
Tất cả theo giờ chuẩn Singapore (UTC+08:00)
| Ngày              | Giờ   | Nội dung  |
| ----------------- | ----- | --------- |
| Thứ 4, 10 tháng 6 | 12:00 | Tứ kết    |
| Thứ 5, 11 tháng 6 | 12:00 | Bán kết   |
| Thứ 6, 12 tháng 6 | 12:00 | Chung kết |

## Kết quả
|  | Tứ kết         | Tứ kết         |                 |                | Bán kết | Bán kết |  |                | Chung kết | Chung kết |
|  |                |                |                 |                |         |         |  |                |           |           |
|  |                |                |                 |                |         |         |  |                |           |           |
|  |                | Thái Lan (THA) | 3               |                |         |         |  |                |           |           |
|  |                |                | 3               |                |         |         |  |                |           |           |
|  |                |                | Singapore (SIN) | 0              |         |         |  |                |           |           |
|  |                |                | Singapore (SIN) | 0              |         |         |  |                |           |           |
|  |                |                |                 |                |         |         |  |                |           |           |
|  |                |                |                 |                |         |         |  |                |           |           |
|  |                |                |                 |                |         |         |  | Thái Lan (THA) | 3         |           |
|  |                | Malaysia (MAS) | 0               |                |         |         |  |                |           |           |
|  | Việt Nam (VIE) | 2              |                 |                |         |         |  |                |           |           |
|  | Malaysia (MAS) | 3              |                 |                |         |         |  |                |           |           |
|  | Malaysia (MAS) | 3              |                 | Malaysia (MAS) | 3       |         |  |                |           |           |
|  |                |                |                 | Malaysia (MAS) | 3       |         |  |                |           |           |
|  |                |                | Indonesia (INA) | 1              |         |         |  |                |           |           |
|  |                |                | Indonesia (INA) | 1              |         |         |  |                |           |           |
|  |                |                |                 |                |         |         |  |                |           |           |

### Tứ kết
| 10 tháng 6 12:00 | Việt Nam (VIE) | 2 – 3 | Malaysia (MAS) |  |

| Vũ Thị Trang                      | Vũ Thị Trang                      | 2–0 | Lim Yin Fun                            | 21–17, 21–16        |
| Nguyễn Thị Sen                    | Nguyễn Thị Sen                    | 2–1 | Ho Yen Mei                             | 21–17, 16–21, 21–17 |
| Thái Thị Hồng Gấm / Phạm Như Thảo | Thái Thị Hồng Gấm / Phạm Như Thảo | 0–2 | Amelia Alicia Anscelly / Soong Fie Cho | 8–21, 10–21         |
| Nguyễn Thùy Linh                  | Nguyễn Thùy Linh                  | 1–2 | Goh Jin Wei                            | 19–21, 21–18, 11–21 |
| Vũ Thị Trang / Nguyễn Thị Sen     | Vũ Thị Trang / Nguyễn Thị Sen     | 0–2 | Vivian Hoo Kah Mun / Woon Khe Wei      | 14–21, 14–21        |

### Bán kết
| 11 tháng 6 12:00 | Thái Lan (THA) | 3 – 0 | Singapore (SIN) |  |

| Ratchanok Intanon                             | Ratchanok Intanon                             | 2–0 | Liang Xiaoyu                           | 21–17, 21–14 |
| Sapsiree Taerattanachai / Puttita Supajirakul | Sapsiree Taerattanachai / Puttita Supajirakul | 2–0 | Vanessa Neo Yu Yan / Shinta Mulia Sari | 21–12, 21–17 |
| Busanan Ongbumrungpan                         | Busanan Ongbumrungpan                         | 2–0 | Grace Chua Hui Zen                     | 21–6, 21–15  |
|                                               |                                               |     |                                        |              |
|                                               |                                               |     |                                        |              |

| 11 tháng 6 12:10 | Malaysia (MAS) | 3 – 1 | Indonesia (INA) |  |

| Tee Jing Yi                            | Tee Jing Yi                            | 0–2 | Lindaweni Fanetri                        | 12–21, 10–21        |
| Vivian Hoo Kah Mun / Woon Khe Wei      | Vivian Hoo Kah Mun / Woon Khe Wei      | 2–1 | Anggia Shitta Awanda / Ni Ketut Mahadewi | 21–18, 19–21, 21–6  |
| Ho Yen Mei                             | Ho Yen Mei                             | 2–1 | Hanna Ramadini                           | 21–19, 11–21, 21–19 |
| Amelia Alicia Anscelly / Soong Fie Cho | Amelia Alicia Anscelly / Soong Fie Cho | 2–1 | Suci Rizki Andini / Maretha Dea Giovani  | 15–21, 21–19, 21–13 |
|                                        |                                        |     |                                          |                     |

### Chung kết
| 12 tháng 6 12:00 | Thái Lan (THA) | 3 – 0 | Malaysia (MAS) |  |

| Ratchanok Intanon                             | Ratchanok Intanon                             | 2–0 | Lim Yin Fun                            | 21–13, 21–14 |
| Puttita Supajirakul / Sapsiree Taerattanachai | Puttita Supajirakul / Sapsiree Taerattanachai | 2–0 | Amelia Alicia Anscelly / Soong Fie Cho | 22–20, 21–18 |
| Busanan Ongbumrungpan                         | Busanan Ongbumrungpan                         | 2–0 | Ho Yen Mei                             | 21–8, 21–15  |
|                                               |                                               |     |                                        |              |
|                                               |                                               |     |                                        |              |

## Liên kết
- seagames2015.com Lưu trữ ngày 1 tháng 6 năm 2015 tại Wayback Machine